# Studierendenwerk Bielefeld

Logo

Das Studierendenwerk Bielefeld ist ein Studierendenwerk. Sitz und Verwaltung sind in Bielefeld.

## Dienstleistungen
Das Studierendenwerk Bielefeld sorgt mit den typischen Dienstleistungen Wohnraumvermietung in Studierendenwohnheimen, Hochschulgastronomie (Mensen) und Durchführung des Bundesausbildungsförderungsgesetzes dafür, dass an den Hochschulen außer den wissenschaftlichen auch die alltagspraktischen Bedürfnisse der Studierenden erfüllt werden. Als regionales Studierendenwerk ist das StW Bielefeld zuständig für die Universität Bielefeld, die Hochschule Bielefeld, die Technische Hochschule Ostwestfalen-Lippe und die Hochschule für Musik Detmold.
Es vermietet ca. 2.700 Wohnplätze in eigenen und angemieteten Wohnheimen und produziert in sieben Mensen ca. 1,2 Mio. Mittagsmahlzeiten pro Jahr. Als Amt für Ausbildungsförderung betreut es über 8.700 BAföG-Antragsteller.
Das Studierendenwerk Bielefeld führt drei Kindertagesstätten für insgesamt 155 Kinder von Studierenden.

## Organisation
Das Studierendenwerk ist eine Anstalt des öffentlichen Rechts; es ist also eine eigenständige, organisatorisch selbständige Einrichtung. Für die zwölf Studentenwerke in Nordrhein-Westfalen gilt das Studentenwerksgesetz NRW.
Da die Hochschulen bzw. die Fachhochschule jeweils mehr als einen Standort haben, ist das Studierendenwerk Bielefeld in mehreren Städten der Region Ostwestfalen-Lippe mit eigenen Einrichtungen vertreten: außer in Bielefeld gibt es in Minden, Lemgo, Detmold und Höxter Mensen und Cafeterien des Studierendenwerks Bielefeld. An all diesen Hochschulstandorten studieren insgesamt ca. 43.000 Personen, davon ca. 25.000 an der Universität Bielefeld.
Selbstverwaltungsorgan ist der Verwaltungsrat, dem Studierende, Hochschullehrer, Angehörige der Hochschulverwaltungen und Mitarbeitervertreter angehören; der Geschäftsführer des Studierendenwerks ist dem Verwaltungsrat rechenschaftspflichtig.
Den größten Anteil der Einnahmen erwirtschaftet das Studierendenwerk durch Einnahmen der Gastronomiebetriebe oder aus Mietzinsen selbst.
Das Studierendenwerk beschäftigt ca. 400 Mitarbeiter, über die Hälfte davon arbeitet – großenteils in Teilzeitbeschäftigung – in den Gastronomiebetrieben.

## Geschichte
Das Studierendenwerk Bielefeld wurde es kurz vor der Gründung der Universität Bielefeld am 7. September 1968 gegründet. Den Beginn machte die "Förderungsabteilung"; das BAFöG existierte noch nicht, vor seiner Verabschiedung im Jahr 1971 wurden Studierenden nach dem Honnefer Modell gefördert. Heute sind außer der Universität Bielefeld die Hochschule Bielefeld, die Technische Hochschule Ostwestfalen-Lippe und die Hochschule für Musik Detmold im Zuständigkeitsbereich des Studentenwerks.

## Weblink
- Offizielle Website

Koordinaten: 52° 2′ 1,8″ N, 8° 29′ 57,6″ O